# 沃恰水庫
41°55′55″N 24°26′18″E / 41.931944°N 24.438333°E

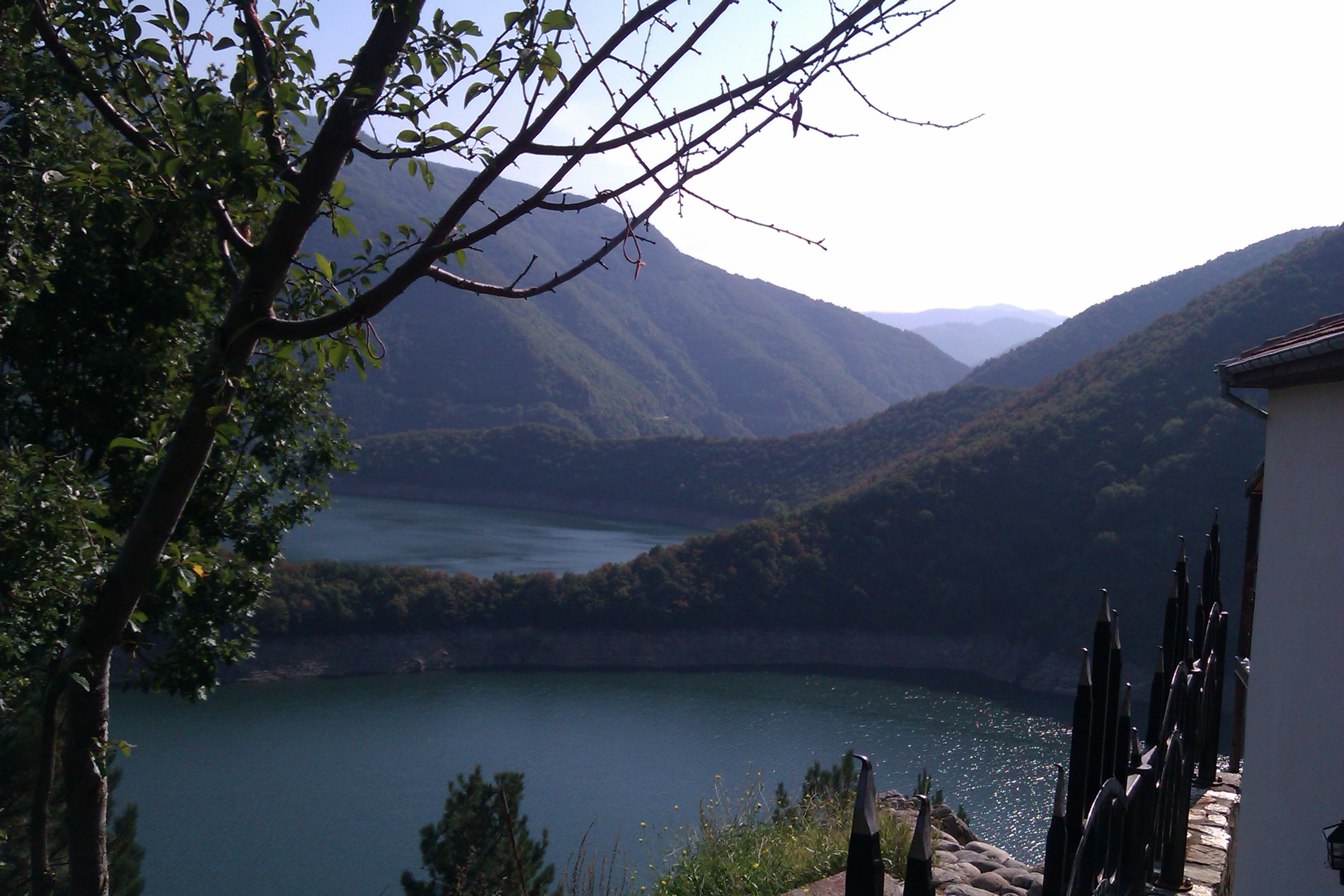

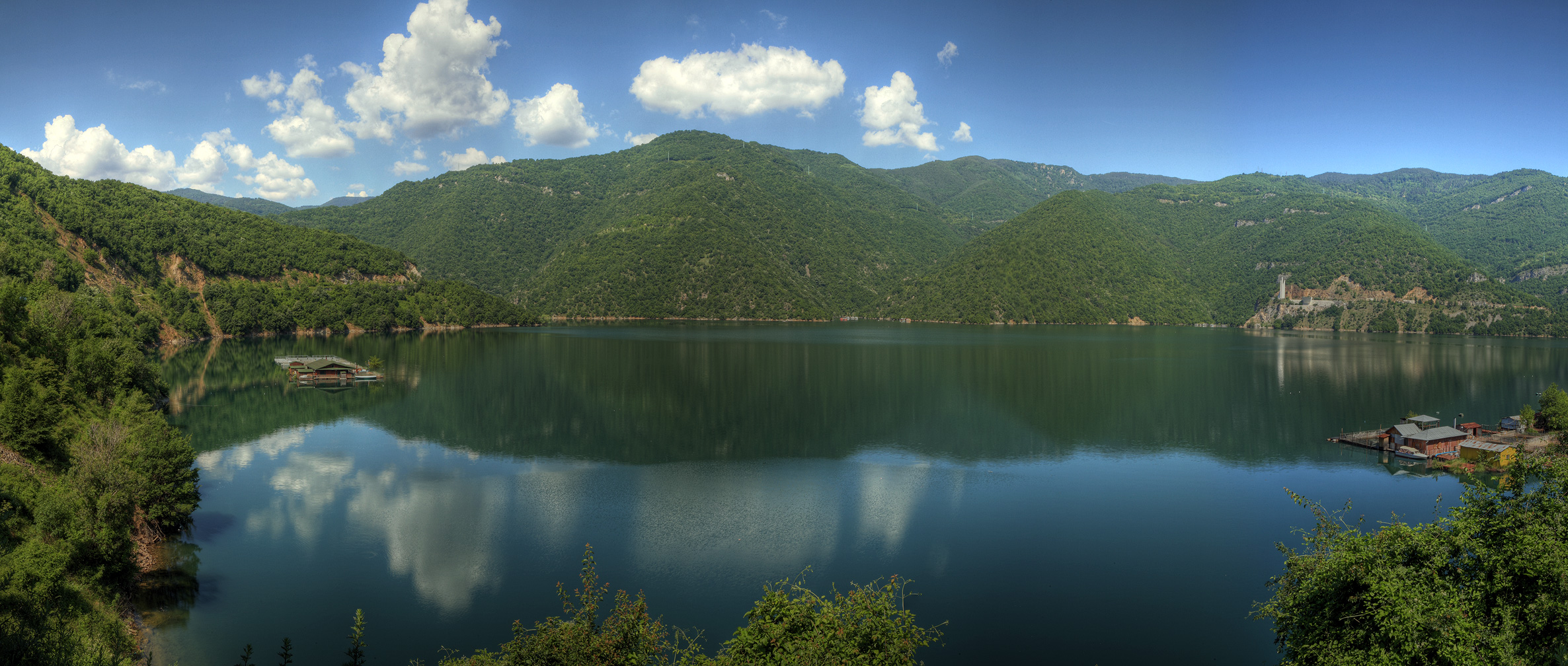

沃恰水庫是保加利亞的水庫，位於該國南部羅多彼山脈附近，長35公里，面積226平方公里，集水區面積1,465平方公里，蓄水量2.26億立方米，最大水深160米。

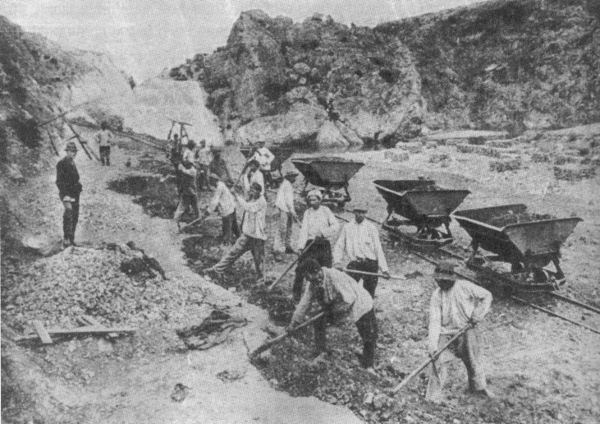

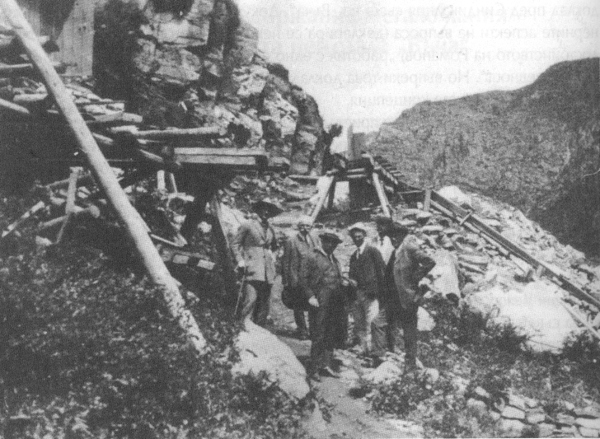

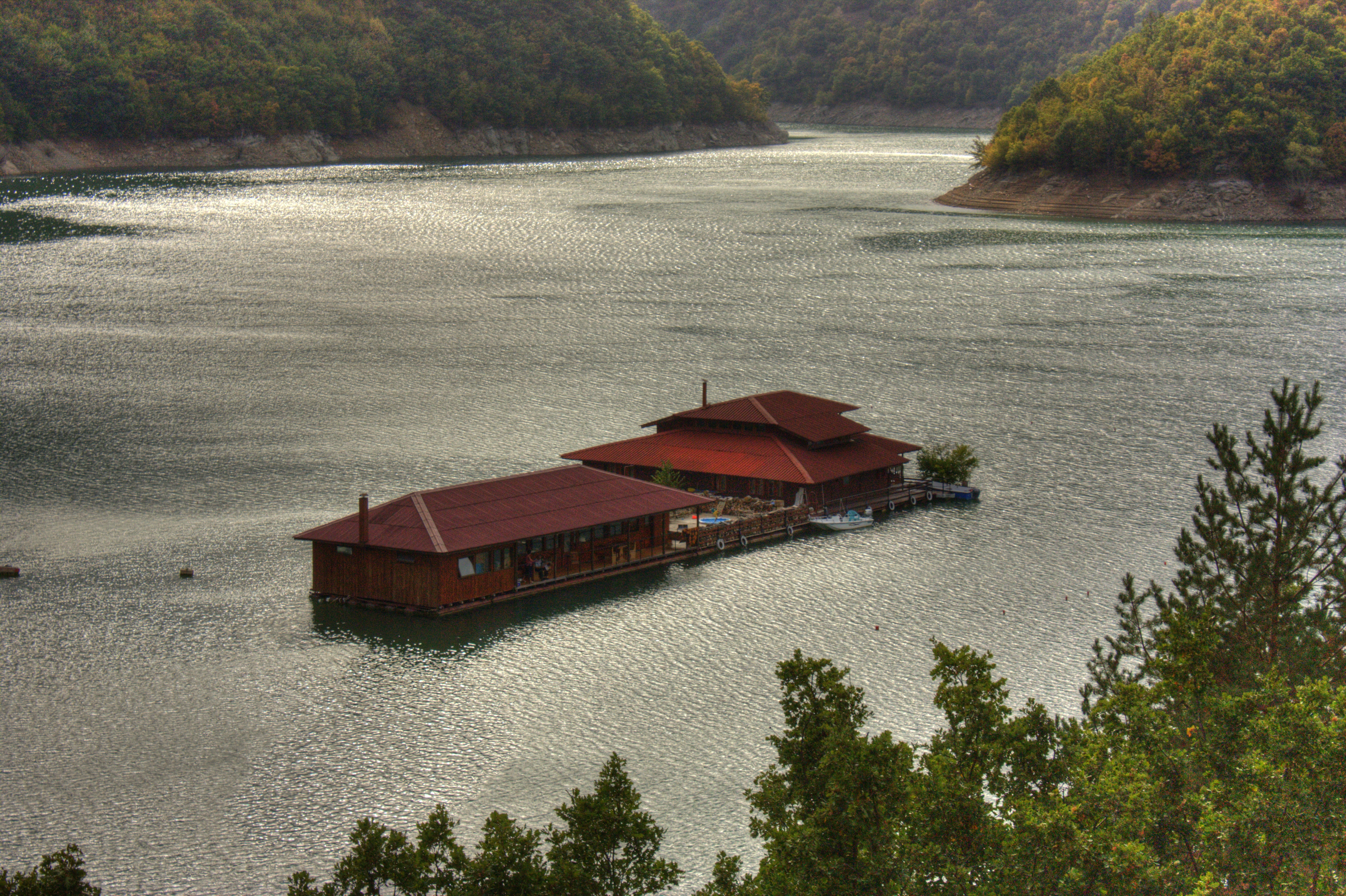

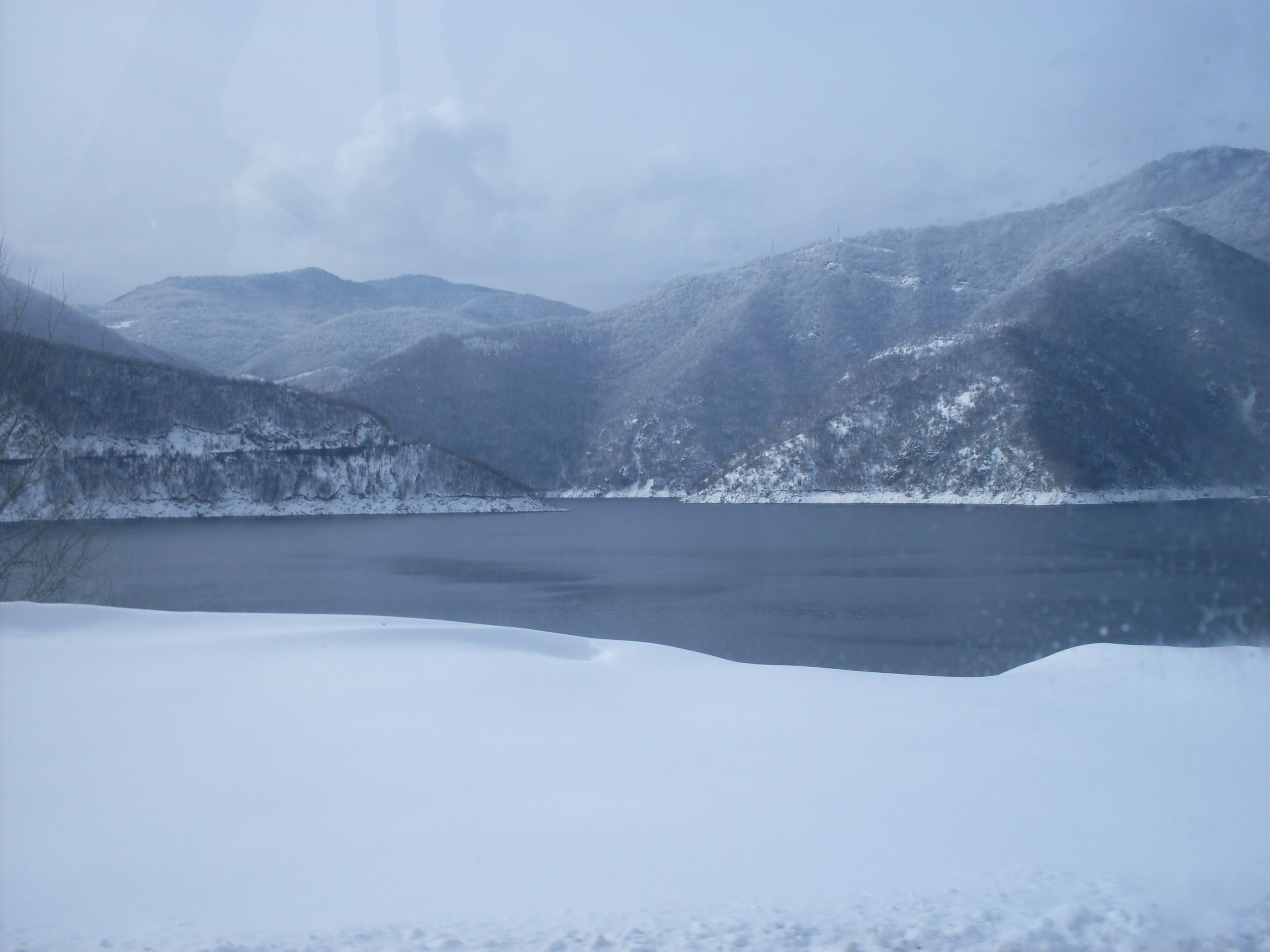

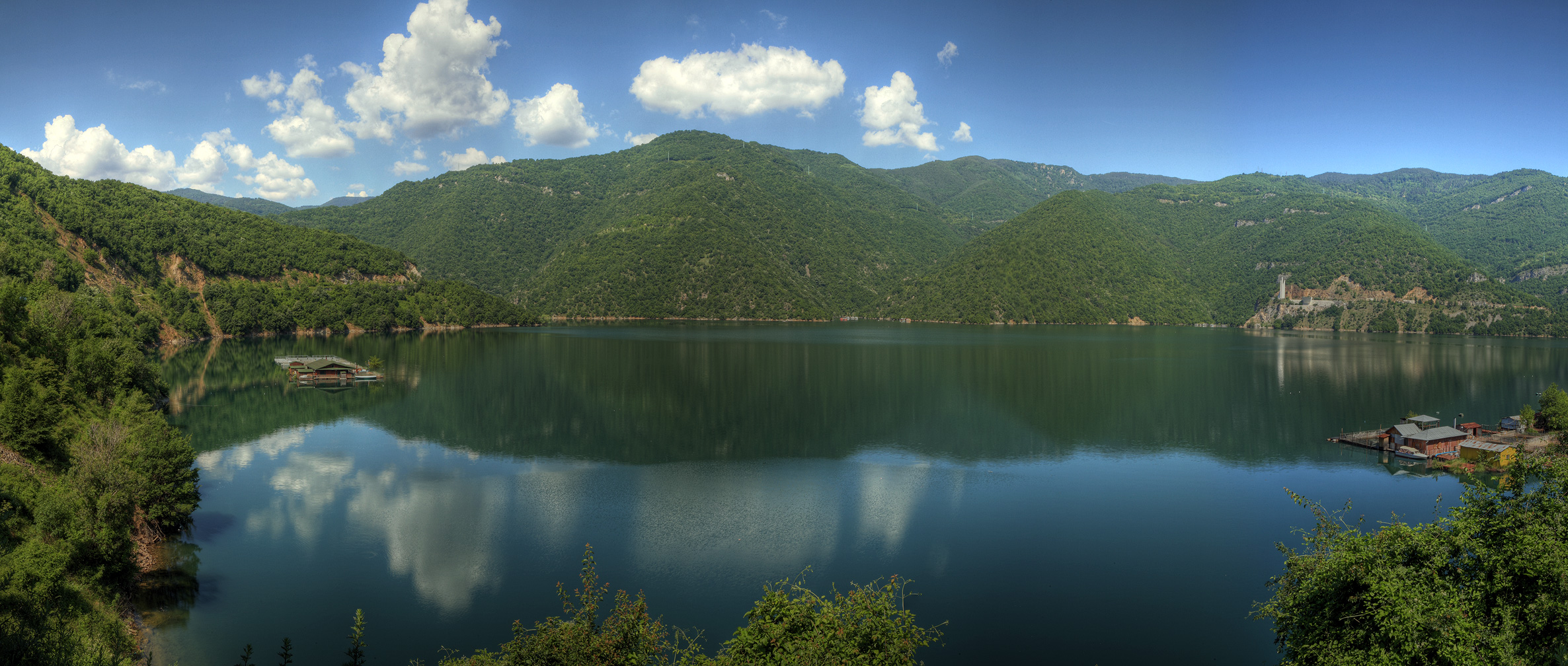

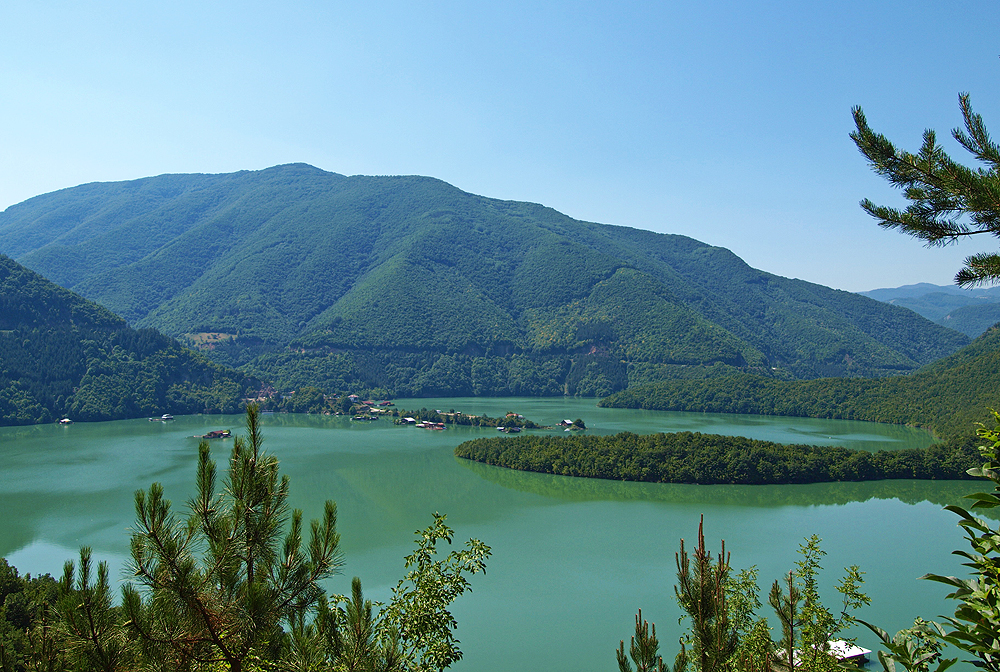

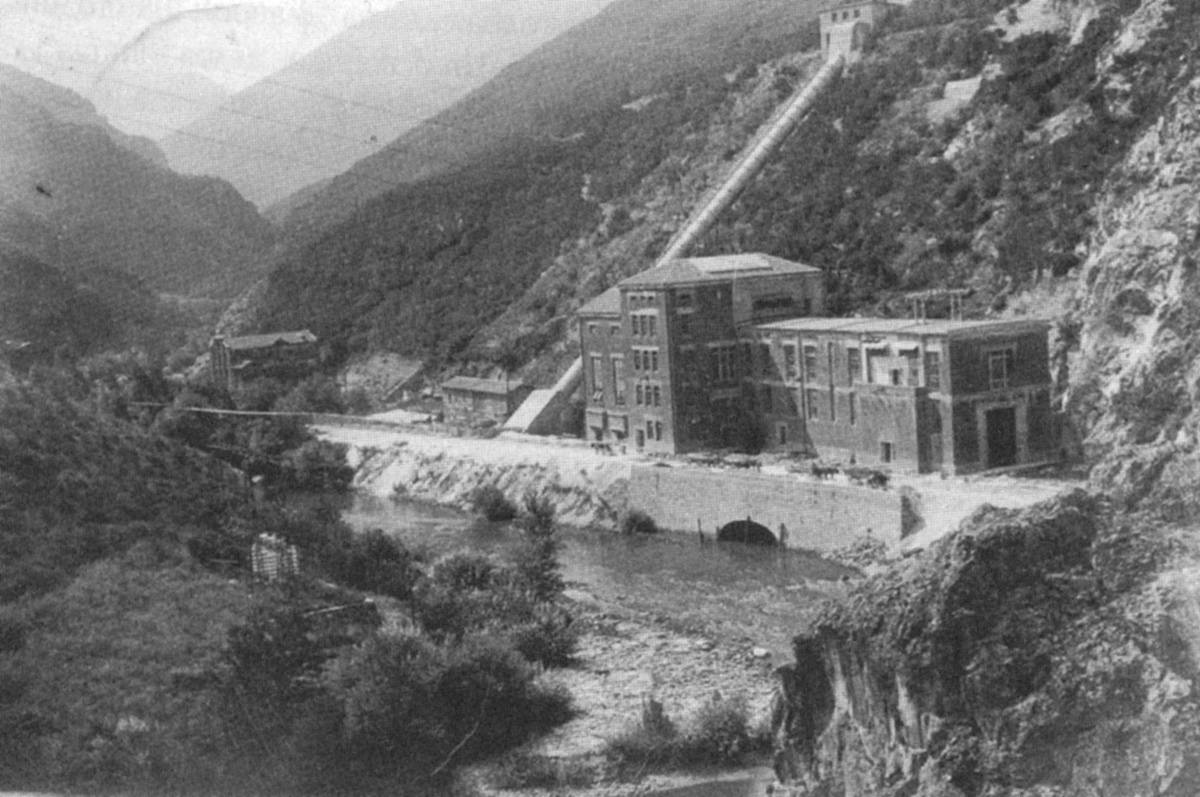

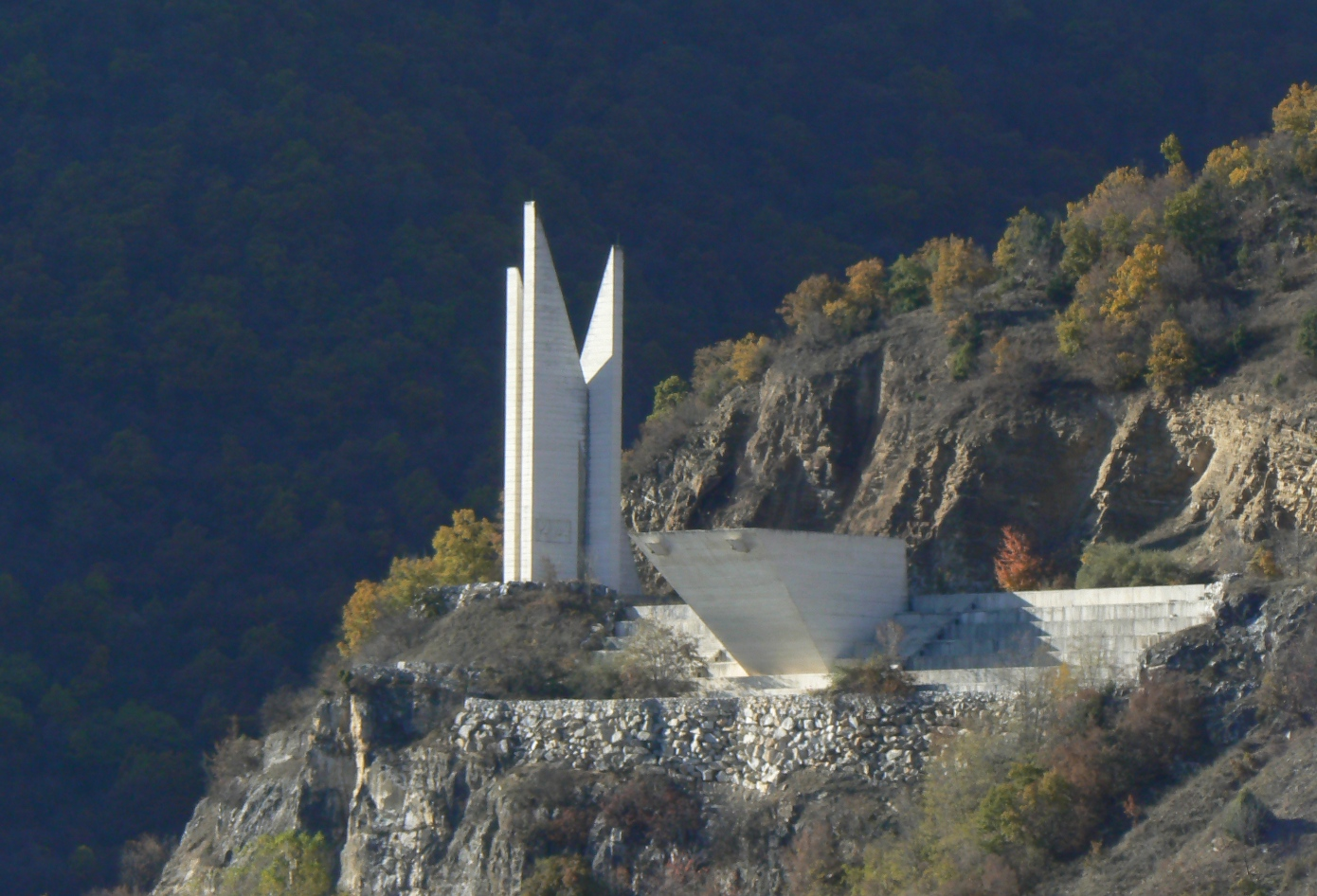

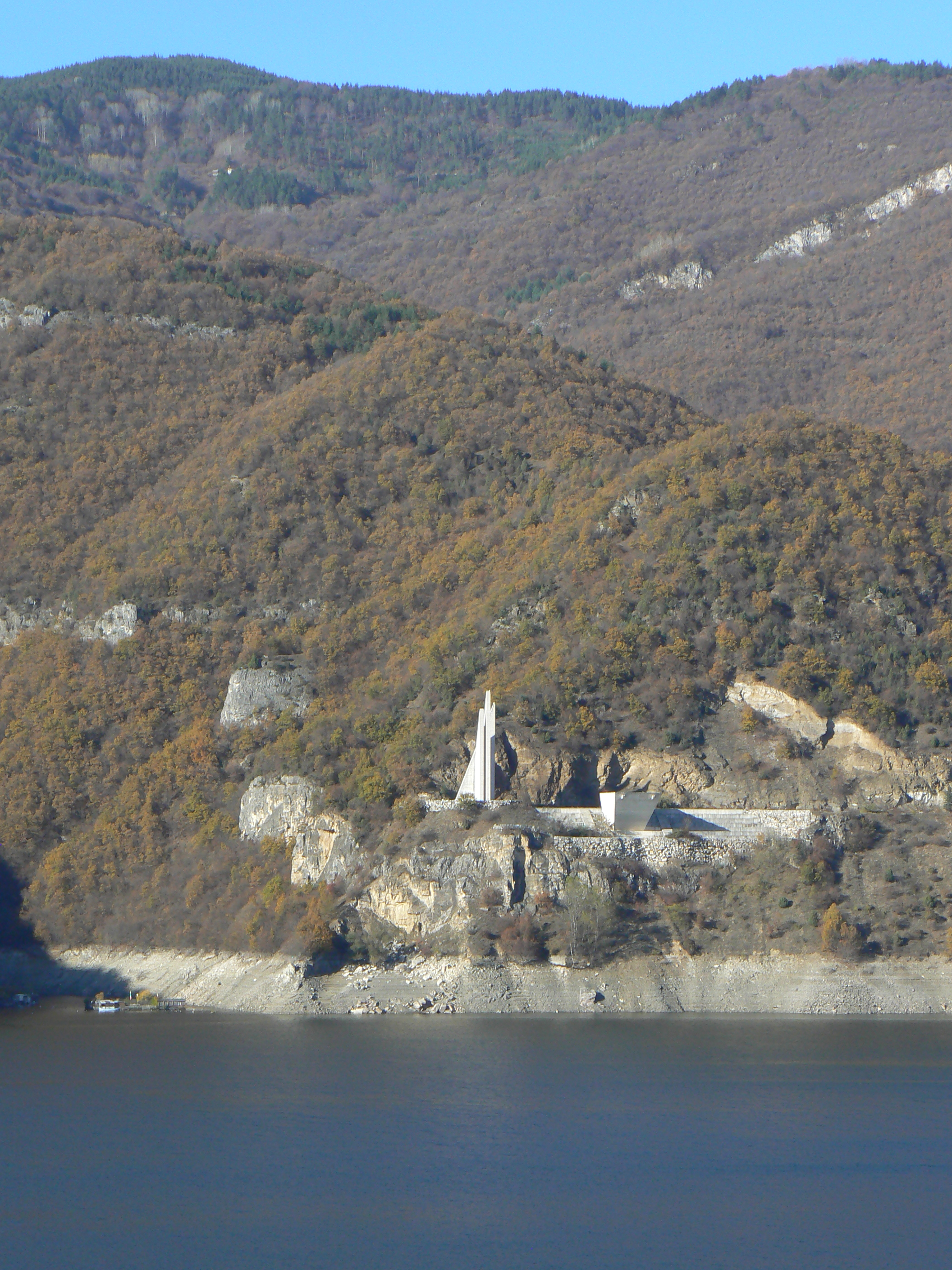

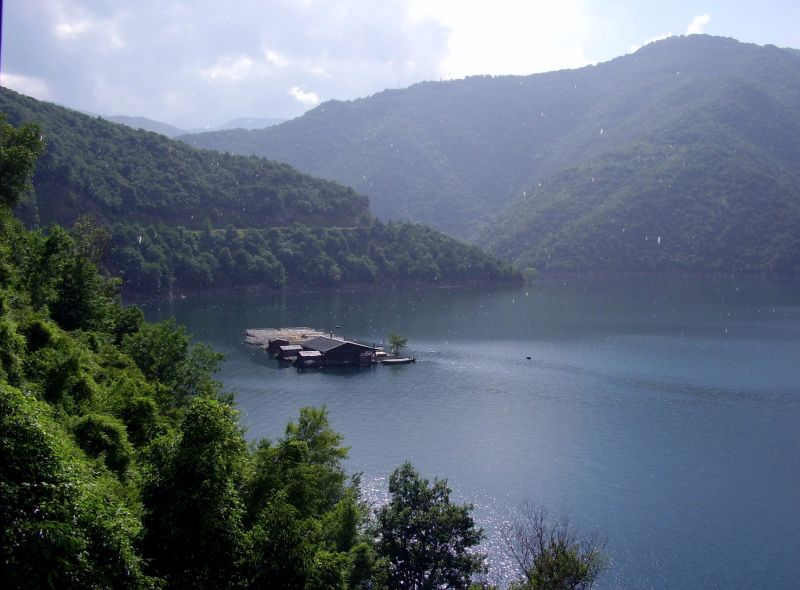

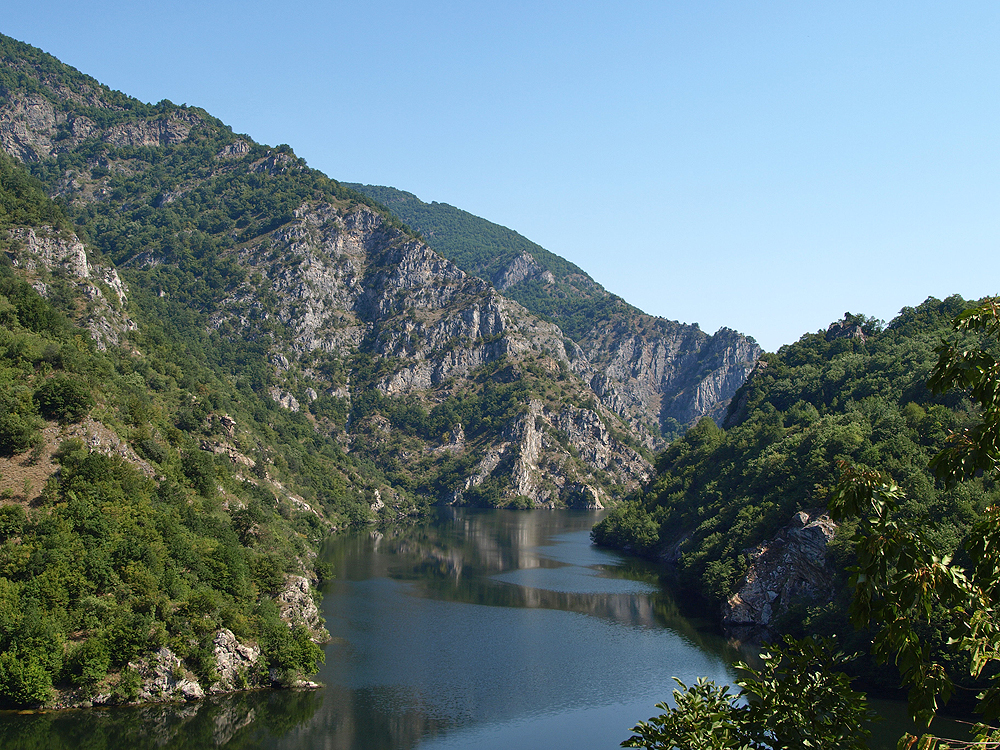